# EP u hokeju na travi za žene 2005., razred Challenge
Europsko prvenstvo u hokeju na travi za žene 2005., trećeg jakosnog razreda, razreda "Challenge",  se održalo u Češkoj, u Pragu od 11. do 17. rujna 2005.
Krovna organizacija za ovo natjecanje je bila Europska hokejska federacija.

## Sudionice
Sudionice su: Švicarska, Bugarska, Češka, Slovačka, Hrvatska, Turska, Austrija i Srbija i Crna Gora.

## Natjecateljski sustav
Natjecanje se održava u dva dijela.

U prvom dijelu se djevojčadi natječu u skupinama, u kojima se igra po jednostrukom ligaškom sustavu. 

U drugom dijelu se djevojčadi iz dviju skupina igraju unakriž u borbi za poredak.

Prve dvije djevojčadi iz obiju skupina odlaze u borbu za viši poredak i osvajanje prva dva mjesta, koja daju pravo sudjelovanja višem natjecateljskom razredu na idućem europskom prvenstvu. 

Djevojčadi koje izgube u poluzavršnici, odlaze u borbu za 3. mjesto, a pobjednice su osigurale promicanje u viši razred. Također, i pobjednice igraju za poredak, za 1. mjesto.

Zadnje dvije djevojčadi iz obiju skupina odlaze u borbu za poredak od 5. do 8. mjesta.

## Rezultati

### Faza po skupinama

#### Skupina "A"
| Djevojčad | Ut | Pb | N | Pz | Pri | Pos | Bod |
| --------- | -- | -- | - | -- | --- | --- | --- |
| Češka     | 3  | 3  | 0 | 0  | 11  | 1   | 9   |
| Slovačka  | 3  | 2  | 0 | 1  | 8   | 5   | 6   |
| Švicarska | 3  | 1  | 0 | 2  | 9   | 10  | 3   |
| Bugarska  | 3  | 0  | 0 | 3  | 3   | 15  | 0   |

| 11. rujna | Švicarska | Bugarska  | 7 : 3 |
|           | Češka     | Slovačka  | 3 : 1 |
| 13. rujna | Švicarska | Slovačka  | 2 : 3 |
|           | Češka     | Bugarska  | 4 : 0 |
| 14. rujna | Bugarska  | Slovačka  | 0 : 4 |
|           | Češka     | Švicarska | 4 : 0 |

#### Skupina "B"
| Djevojčad          | Ut | Pb | N | Pz | Pri | Pos | Bod |
| ------------------ | -- | -- | - | -- | --- | --- | --- |
| Austrija           | 3  | 3  | 0 | 0  | 30  | 0   | 9   |
| Hrvatska           | 3  | 2  | 0 | 1  | 16  | 6   | 6   |
| Srbija i Crna Gora | 3  | 1  | 0 | 2  | 5   | 21  | 3   |
| Turska             | 3  | 0  | 0 | 3  | 3   | 29  | 0   |

| 11. rujna | Hrvatska | Turska             | 10 : 0 |
|           | Austrija | Srbija i Crna Gora | 12 : 0 |
| 12. rujna | Hrvatska | Srbija i Crna Gora | 6 : 0  |
|           | Austrija | Turska             | 14 : 0 |
| 14. rujna | Turska   | Srbija i Crna Gora | 3 : 5  |
|           | Austrija | Hrvatska           | 6 : 0  |

## Natjecanja za poredak

### Za poredak od 5. do 8. mjesta
| Za 5. do 8. mjesto | Za 5. do 8. mjesto | Za 5. do 8. mjesto |        |
| ------------------ | ------------------ | ------------------ | ------ |
| 16. rujna          | Švicarska          | Turska             | 14 : 0 |
|                    | Srbija i Crna Gora | Bugarska           | 1 : 4  |
| Za 7. mjesto       |                    |                    |        |
| 17. rujna          | Turska             | Srbija i Crna Gora | 2 : 3  |
| Za 5. mjesto       |                    |                    |        |
| 17. rujna          | Švicarska          | Bugarska           | 6 : 1  |

### Borba za viši natjecateljski razred
| Poluzavršnica | Poluzavršnica | Poluzavršnica |       |
| ------------- | ------------- | ------------- | ----- |
| 16. rujna     | Češka         | Hrvatska      | 5 : 1 |
|               | Austrija      | Slovačka      | 3 : 2 |
| Za 3. mjesto  |               |               |       |
| 17. rujna     | Hrvatska      | Slovačka      | 2 : 3 |
| Završnica     |               |               |       |
| 17. rujna     | Češka         | Austrija      | 3 : 2 |

## Konačna ljestvica
| Mj. | Država             |
| --- | ------------------ |
| 1.  | Češka              |
| 2.  | Austrija           |
| 3.  | Slovačka           |
| 4.  | Hrvatska           |
| 5.  | Švicarska          |
| 6.  | Bugarska           |
| 7.  | Srbija i Crna Gora |
| 8.  | Turska             |

Austrija i Češka su izborili promicanje u viši natjecateljski razred, razred "Trophy".